# India op de Olympische Zomerspelen 1988
India nam deel aan de Olympische Zomerspelen 1988 in Seoel, Zuid-Korea. Er werden geen medailles gewonnen.

## Deelnemers en resultaten

### Atletiek
| Olympiër                                                                          | Discipline      | Resultaat | Prestatie                                          |
| --------------------------------------------------------------------------------- | --------------- | --------- | -------------------------------------------------- |
| Mercy Alapurackal                                                                 | 400m (v)        | 30e       | serie 6: 5de in 53,41 kwartfinale 3: 8ste in 53,93 |
| Shiny Kurisingal Abraham                                                          | 800m (v)        | 18e       | serie 2: 6de in 2.03,26                            |
| Pilavullakandi Thekkeparambil Usha                                                | 400m horden (v) | 31e       | serie 1: 7de in 59,55                              |
| Mercy Alapurackal Shiny Kurisingal Abraham Vandana Pandurang Shanbagh Vandana Rao | 4x400m (v)      | 9e        | serie 1: 7de in 3.30,21                            |

### Boksen
| Olympiër          | Discipline | Resultaat | Prestatie                                                                                    |
| ----------------- | ---------- | --------- | -------------------------------------------------------------------------------------------- |
| Manoj Pingale     | -51kg (m)  | 9e        | 1ste ronde: vrij 2de ronde: W van ZAM Chongo: 5-0 3de ronde: V van MEX González: 1-4         |
| Shahuraj Birajdar | -54kg (m)  | 9e        | 1ste ronde: vrij 2de ronde: W van TOG Akouatsi: 5-0 3de ronde: V van USA McKinney: walk-over |
| John Francis      | -57kg (m)  | 17e       | 1ste ronde: vrij 2de ronde: V van CHN Dong: 2-3                                              |

### Boogschieten
| Olympiër                           | Discipline      | Resultaat | Prestatie                              |
| ---------------------------------- | --------------- | --------- | -------------------------------------- |
| Shyam Lal                          | individueel (m) | 71e       | plaatsingsronde: 71ste met 1150 punten |
| Limba Ram                          | individueel (m) | 39e       | plaatsingsronde: 39ste met 1232 punten |
| Sanjeeva Singh                     | individueel (m) | 36e       | plaatsingsronde: 36ste met 1233 punten |
| Shyam Lal Limba Ram Sanjeeva Singh | team (m)        | 20e       | plaatsingsronde: 20ste met 3615 punten |

### Gewichtheffen
| Olympiër                 | Discipline | Resultaat | Prestatie                                                       |
| ------------------------ | ---------- | --------- | --------------------------------------------------------------- |
| Raghavan Chanderasekaran | -52kg (m)  | 19e       | trekken: 18de met 92,5kg stoten: 17de met 115kg totaal: 207,5kg |
| Gurunathan Muthuswamy    | -52kg (m)  | 11e       | trekken: 9de met 102,5kg stoten: 10de met 125kg totaal: 227,5kg |

### Hockey
| Olympiër | Discipline | Resultaat | Prestatie |
| --- | ---------- | --------- | --- |
| Maneypandu Somaya Rajinder Singh Pargat Singh Ashok Kumar Mohinder Pal Singh Vivek Singh Sujit Kumar Subrami Balanda Kalaiash Mohammed Shahid Sebastian Jude Felix Balwinder Singh Mervyn Fernandis Thoiba Singh Gundeep Kumar Jagbir Singh Mark Patterson | mannen     | 6e        | groep B: 3de V van Sovjet-Unie: 0-1 G van Bondsrepubliek Duitsland: 1-1 W van Zuid-Korea: 3-1 W van Canada: 5-1 W van Groot-Brittannië: 3-0 5-8ste plek: W van Argentinië: 6-6 (4-3) 5-6de plek: V van Pakistan: 1-2 |

| Groep B |                          |             |             |             |             |            |            |            |        |
| #       | Land                     | Wedstrijden | Wedstrijden | Wedstrijden | Wedstrijden | Doelpunten | Doelpunten | Doelpunten | Punten |
| #       | Land                     | G           | W           | G           | V           | V          | T          | Saldo      | Punten |
| 1       | Bondsrepubliek Duitsland | 5           | 4           | 1           | 0           | 13         | 3          | +10        | 9      |
| 2       | Groot-Brittannië         | 5           | 3           | 1           | 1           | 12         | 5          | +7         | 7      |
| 3       | India                    | 5           | 2           | 1           | 2           | 9          | 7          | +2         | 5      |
| 4       | Sovjet-Unie              | 5           | 2           | 1           | 2           | 5          | 10         | -5         | '5     |
| 5       | Zuid-Korea               | 5           | 0           | 2           | 3           | 5          | 10         | -5         | 2      |
| 6       | Canada                   | 5           | 0           | 2           | 3           | 3          | 12         | -9         | 2      |

| Ronde        | Datum | Plaats                   | Land | Score      | Land |
| ------------ | ----- | ------------------------ | ---- | ---------- | ---- |
| Groepsfase   |       |                          |      |            |      |
| 18 september | Seoel | Sovjet-Unie              | 1-0  | India      |      |
| 20 september | Seoel | Bondsrepubliek Duitsland | 1-1  | India      |      |
| 22 september | Seoel | Zuid-Korea               | 1-3  | India      |      |
| 24 september | Seoel | Canada                   | 1-5  | India      |      |
| 26 september | Seoel | Groot-Brittannië         | 3-0  | India      |      |
| 5-8ste plek  |       |                          |      |            |      |
| 29 september | Seoel | India                    | 6-6  | Argentinië |      |
| 11-12de plek |       |                          |      |            |      |
| 30 september | Seoel | India                    | 1-2  | Pakistan   |      |

### Schietsport
| Olympiër   | Discipline                 | Resultaat | Prestatie                                        |
| ---------- | -------------------------- | --------- | ------------------------------------------------ |
| Soma Dutta | 10m luchtgeweer (v)        | 17e       | kwalificatie: 30ste met 385 punten               |
| Soma Dutta | 50m geweer 3 houdingen (v) | 17e       | kwalificatie: 23ste met 575 punten (198-183-194) |

### Tafeltennis
| Olympiër                     | Discipline     | Resultaat | Prestatie |
| ---------------------------- | -------------- | --------- | --- |
| Sujay Ghorpade               | enkelspel (m)  | 49e       | groep D: 7de V van POL Grubba: 0-3 V van YUG Primorac: 0-3 V van FRG Rosskopf: 0-3 V van JPN Miyazaki: 0-3 V van NGR Musa: 1-3 V van AUS Haberl: 2-3 W van VEN Lopez: 3-2                                   |
| Kamlesh Mehta                | enkelspel (m)  | 25e       | groep E: 4de V van KOR Kim: 0-3 V van SWE Persson: 1-3 V van JPN Saito: 0-3 W van BUL Domuschiev: 3-1 W van POL Molenda: 3-1 W van CHI Gambra: 3-0 W van EGY El-Saket: 3-1                                  |
| Sujay Ghorpade Kamlesh Mehta | dubbelspel (m) | 21e       | groep A: 6de V van SWE Lindh/Persson: 0-2 V van JPN Miyazaki/Ono: 0-2 V van GBR Cooke/Prean: 0-2 V van HUN Klampár/Kriston: 1-2 V van CHN Chen/Wei: 0-2 W van HKG Man/Ming: 2-0 W van TUN Beltaief/Sta: 2-0 |
|                              |                |           | |
| Sujay Ghorpade               | enkelspel (v)  | 41e       | groep F: 6de V van URS Abbate-Bulatova: 0-3 V van TCH Hrachová: 1-3 V van TPE Hsiu-Yu: 0-3 V van MAS Mee Wan: 0-3 V van BEL Bogaerts: 0-3                                                                   |

### Tennis
| Olympiër                      | Discipline     | Resultaat | Prestatie                                                                                                   |
| ----------------------------- | -------------- | --------- | --- |
| Zeeshan Ali                   | enkelspel (m)  | 17e       | 1ste ronde: W van PAR Caballero: 6-3, 6-2, 6-4 2de ronde: V van SUI Hlasek: 4-6, 5-7, 5-7                   |
| Vijay Amritraj                | enkelspel (m)  | 33e       | 1ste ronde: V van FRA Leconte: 6-4, 4-6, 3-6, 6-3, 3-6                                                      |
| Anand Amritraj Vijay Amritraj | dubbelspel (m) | 9e        | 1ste ronde: W van KOR Kim/Yoo: 6-3, 7-6(5), 6-2 2de ronde: V van TCH Mečíř/Šrejber: 6-4, 4-6, 6-4, 4-6, 2-6 |

### Worstelen
| Olympiër          | Discipline  | Resultaat   | Prestatie                                                                                                   |
| Vrije stijl       | Vrije stijl | Vrije stijl | Vrije stijl                                                                                                 |
| ----------------- | ----------- | ----------- | --- |
| Rajesh Kumar      | -48kg (m)   | 9e          | groep A: 5de W van CHN Liang: 3-1 W van MGL Sükhbaatar: 3-1 V van FRG Heugabel: 0-3,5 V van BUL Tsonov: 1-3 |
| Kuldeep Singh     | -52kg (m)   | 9e          | groep B: 5de W van VIE Hương: 4-0 V van HUN Bíró: 1-3 W van COL Muñoz: 3-1 V van MGL Enkhbayar: 1-3         |
| Vinod Kumar       | -57kg (m)   | 15e         | groep A: 8ste V van HUN Nagy: 0-4 W van CAN Holmes: 3-1 V van URS Beloglazov: 0-4                           |
| Satyawan Satyawan | -68kg (m)   | 23e         | groep B: 12de V van FRG Leipold: 1-3 V van MGL Amaraa: 1-3                                                  |
| Naresh Kumar      | -74kg (m)   | 17e         | groep A: 9de W van GUI Diallo: 3-0 V van GDR Westendorf: 1-3 V van IRI Vagozari: 0-4                        |
| Subhash Verma     | -90kg (m)   | 15e         | groep A: 8ste V van HUN Tóth: 1-3 W van CAN Cox: 4-0 V van USA Scherr: 1-3                                  |
| Kartar Singh      | -100kg (m)  | 13e         | groep A: 7de W van JPN Honda: 3-1 V van MGL Javkhlantögs: 0-3 V van KOR Joe: 0-4                            |

### Zeilen
| Olympiër                            | Discipline | Resultaat | Prestatie                            |
| ----------------------------------- | ---------- | --------- | ------------------------------------ |
| Farokh Tarapore Kelly Subbanand Rao | 470 (m)    | 17e       | 134,7 punten: (19-20-19-6-DNF-20-15) |

### Zwemmen
| Olympiër           | Discipline           | Resultaat | Prestatie               |
| ------------------ | -------------------- | --------- | ----------------------- |
| Khazan Singh Tokas | 200m vlinderslag (m) | 28e       | serie 3: 5de in 2.03,95 |

Afghanistan · Algerije · Amerikaanse Maagdeneilanden · Amerikaans-Samoa · Andorra · Angola · Antigua en Barbuda · Argentinië · Aruba · Australië · Bahama’s · Bahrein · Bangladesh · Barbados · België · Belize · Benin · Bermuda · Bhutan · Birma · Bolivia · Bondsrepubliek Duitsland · Botswana · Brazilië · Britse Maagdeneilanden · Brunei · Bulgarije · Burkina Faso · Canada · Centraal-Afrikaanse Republiek · Chili · China · Chinees Taipei · Colombia · Congo-Brazzaville · Cookeilanden · Costa Rica · Cyprus · Denemarken · Djibouti · Dominicaanse Republiek · Duitse Democratische Republiek · Ecuador · Egypte · El Salvador · Equatoriaal-Guinea · Fiji · Filipijnen · Finland · Frankrijk · Gabon · Gambia · Ghana · Grenada · Griekenland · Groot-Brittannië · Guam · Guatemala · Guinee · Guyana · Haïti · Honduras · Hongarije · Hongkong · Ierland · IJsland · India · Indonesië · Irak · Iran · Israël · Italië · Ivoorkust · Jamaica · Japan · Joegoslavië · Jordanië · Kaaimaneilanden · Kameroen · Kenia · Koeweit · Laos · Lesotho · Libanon · Liberia · Libië · Liechtenstein · Luxemburg · Malawi · Malediven · Maleisië · Mali · Malta · Marokko · Mauritanië · Mauritius · Mexico · Monaco · Mongolië · Mozambique · Nederland · Nederlandse Antillen · Nepal · Nieuw-Zeeland · Niger · Nigeria · Noord-Jemen · Noorwegen · Oeganda · Oman · Oostenrijk · Pakistan · Panama · Papoea-Nieuw-Guinea · Paraguay · Peru · Polen · Portugal · Puerto Rico · Qatar · Roemenië · Rwanda · Saint Vincent en de Grenadines · Salomonseilanden · Samoa · San Marino · Saoedi-Arabië · Senegal · Sierra Leone · Singapore · Soedan · Somalië · Sovjet-Unie · Spanje · Sri Lanka · Suriname · Swaziland · Syrië · Tanzania · Thailand · Togo · Tonga · Trinidad en Tobago · Tsjaad · Tsjecho-Slowakije · Tunesië · Turkije · Uruguay · Vanuatu · Venezuela · Verenigde Arabische Emiraten · Verenigde Staten · Vietnam · Zaïre · Zambia · Zimbabwe · Zuid-Jemen · Zuid-Korea · Zweden · Zwitserland